# Yotsuba&!
Yotsuba&! (よつばと! Yotsuba to!?) är en mangaserie skriven och tecknad av Kiyohiko Azuma, skaparen av Azumanga daioh. Den ges ut i magasinet Dengeki Daioh sedan mars 2003. Serien handlar om en liten flicka med grönt hår som heter Yotsuba. Till skillnad från Azumanga daioh, som är en seriestripp, berättas Yotsuba&! i kortare kapitel. I stort sett alla dessa kapitel heter "Yotsuba och någonting". Namnet "Yotsuba" (四つ葉) kan översättas med fyrklöver, medan "to" är uttalet på den partikel i det japanska språket med vilken man binder ihop ord, på samma vis som ett "och" i svenskan. Därav att serien på bland annat svenska har ett &-tecken i slutet av namnet, då detta - likt kapitlen - syftar på att allting handlar om Yotsuba och någonting/någon.

## Handling
Dagen är solig och i morgon börjar sommarlovet. Yotsuba sitter i bilen med sin pappa Youseke. De ska flytta och är på väg till sitt nya hus inne i stan. De håller på att packa in tillsammans med deras kompis Jumbo. Sedan möter vi i ordning Fuka Ayase, som förklarar för Youseke hur sopsorteringen fungerar i området, Ena Ayase som berättar för Yotsuba hur en gunga fungerar och sist Asagi Ayase som läxar upp sin syster Fuka.
Dessa tre tjejer är medlemmar i familjen Ayase som från och med nu är grannar med Yotsuba.

Vidare lär man känna fler personer i Yotsubas närhet och får följa med henne på diverse upptåg och utflykter, såväl med andra som på egen hand, både i kvarteret men även till andra områden och så även orter.

## Persongalleri

### Familjen Koiwai
- Yotsuba Koiwai är huvudrollsfiguren. Hon är en femårig och energirik tjej.
- Herr Yousuke Koiwai är Yotsubas adoptivpappa, vilket antyds och framkommer i konversation med de nya grannarna. Han jobbar som översättare och går ofta i kalsonger hemma.
- Yousukes mamma gör sitt första framträdande i bok 13 men nämns aldrig vid namn, utan kallas kort och gott för farmor ("baa-chan" som så många äldre, kvinnliga personer refereras till på japanska och används för såväl okända som släktingar). Hon har starka yttre likheter med sin son och har en mycket god relation till Yotsuba. Det framkommer att hon även känner vännerna Jumbo och Yanda sedan tidigare. Ett starkt karaktärsdrag är att hon är väldigt städad av sig och tycker om att ha ordning och reda samt snyggt och rent hemma.
- Koharuko Koiwai är Yousukes yngre syster och nämns första gången i bok 13, vartefter hon gör ett framträdande i bok 14 - när Yousuke och Yotsuba åker till Tokyo för att de tre ska mötas upp. Koharuko framstår som lite mer vuxen och lite mindre skämtsam än sin bror, men beskrivs ändock i bok 13 av Yotsuba som klumpig (en person som ”stöter in i hörn med händer och fötter”).

### Familjen Ayase
- Asagi Ayase är den äldsta systern.
- Fuka Ayase är mellansystern.
- Ena Ayase är den yngsta systern.
- Fru Ayase.
- Herr Ayase.

### Vänner
- Takashi Takeda, kallas "Jumbo". Jumbo är en bra vän med Yotsuba och hennes adoptivpappa. Han hjälpte dem att flytta in i sitt hus i början av serien. Jumbo är jättestor och lång och skapar stora reaktioner när han träffar medlemmarna i familjen Ayase för första gången. Han är kär i Asagi.
- Miura Hayasaka är en kompis till Ena.
- Torako är en kompis till Asagi. Yotsuba kallar henne för Tora för att det betyder tiger.
- Yanda är en vän till Jumbo och Yotsubas adoptivpappa som trots att han nämns i första kapitlet inte gör ett framträdande förrän i bok 5.

### Övriga
- Jumbos pappa äger en blomsteraffär där även Jumbo arbetar.
- I bok 5 skapar Miura en robotdräkt av tomma kartonger som ett skolprojekt och råkar då även lura Yotsuba att tro att roboten är en riktig sådan. Denna karaktär ("Danbo") återkommer även längre fram och har dessutom blivit världskänd.

## Mottagande
Under arbetet med Yotsuba&! har Azuma blivit uppmärksammad för sitt stilrena tecknande, detaljerade och realistiska bakgrunder, och uttrycksfulla ansikten.